# カセットビジョン
カセットビジョンは、エポック社が1981年7月30日に発売したカセット式の家庭用ゲーム機。
1983年9月時点では日本で流通していた家庭用ゲーム機の中でトップの販売台数である40万台から45万台を売り上げた。
なお本項では廉価版であるカセットビジョンJr.についても述べる。

## 開発経緯
1975年からエポック社はゲームが本体に内蔵されたゲーム機を販売していた。1979年に発売したテレビ野球ゲームはそれまでハードウェアの回路でゲームを実現していたのに対してマイコン（CPU）を採用して、プログラムによって効率的にゲームを開発可能になった。そこで1978年発売のシステム10の後継機として開発に取りかかっていたスーパー10は完成しつつあったが開発が破棄されて、カセット式のゲーム機の開発に切り替えられる。それがカセットビジョンである。設計はNECが担当した。同じマイコンを使うのなら、周辺回路は同一であり、それなら本体は共通化してゲームはカセットで供給する方が低コスト・低価格化に繋がるという発想で、堀江正幸ら3人の担当者によって開発された。

## ハードウェア
本機は本体に周辺回路と電源と操作部を搭載し、カートリッジにテレビゲーム用LSI自体を1チップにした1チップマイコンを内蔵し、カートリッジを交換することで違ったゲームを楽しめるというシステムである。本体にCPUが搭載され、ゲームソフトのプログラムとデータはロムカセットに内蔵されたROMで供給するタイプの後年のカセット交換式ゲーム機とは異なる構造となっている。これはCPUとROMを分離しCPUと外部のROMとをバスで接続すると、ノイズが乗ったり誤動作の原因になるという技術的な理由でできなかったためである。後年のゲーム機の主流となったCPUとメモリのROMとRAMを分離して、本体にはCPUとメインRAMを、カートリッジ側にROMを搭載する方式と比べると、本体を安くできる、動作が安定する、それまでに発売したゲームを本体に内蔵したゲーム機の移植が容易にできるなどの長所を持つ。当時の技術ではCPUとは別にROMを置く方がコストが掛かっていた。
カセットに搭載しているマイコンチップはNECのμPD777CやμPD778というテレビゲームのLSIで、プログラムはROMチップの形で分離されておらずにD777C等に内蔵されている。よってカセットに内蔵されているのはこのチップのみである。単体で演算、入出力、画像処理の全てを1チップで行っている。そのため、何ビットと定義するのは難しく、4ビットや8ビット、12ビット、場合によっては48ビットなど様々な数値がある。エポック社は『日経産業新聞』の取材に対しては4ビットだと答えている。

### 性能
少ない色数や大きいドット、貧弱な音源、背景を描くバックグラウンドが単色など、発売された時期から見てもあまり優れた性能ではない。それ以前の1977年にアメリカで発売されたアタリVCSよりも性能が劣る。
同時発音数は単音だが、『ギャラクシアン』のように工夫を凝らして和音に聞こえるようなゲームも存在した。

#### 画面表示
VDPにはテレビのチャンネル表示用ICを使用している。ドットが非常に大きい反面、通常のドットを対角線で半分に切った形の三角形のドットが存在するのは、このICの仕様によるものである。なお、内部的にはドットが三角形というよりも、本来は長方形であるドットを平行四辺形として表示できる機能を活用したものである。
当時ファミコンを含む主なライバル機の画面は128から256ドット程度の画面解像度を持っていたのに対し、画面解像度は低かった。1983年の『月刊コロコロコミック』によれば、
カセットビジョン（Jr.）の画面解像度は54×62ピクセル、色数は8色とされていたが、NECの技術者だった小口哲司がウェブ上に公開した資料によれば、μPD777/778の画面解像度は75×60ピクセル、色数は6色+オレンジ+ブルーシアン、スプライトは7×7ピクセルで25枚、スプライトの横方向の同時表示可能数は12枚、同一座標では5枚までとなっている。一方でドットが大きくゴツゴツした画面表示は、キャラを判別しやすいという見方もあった。
BG面はなく、よってスクロール機能も存在しない。横スクロールシューティングゲームの『アストロコマンド』では、キャラクターの配置座標をずらすことでスクロールしているように見せかけている。

### コントローラ
カセットビジョン、カセットビジョンJr.ともに本体一体型である。別売の光線銃のみ外部接続。ゲーム機本体にコントロールレバー、ボタン、ダイアルコントローラが中央から左右対称に配置されていたため、1プレイヤーは左手でレバーを操作、2プレイヤーでは右手でレバーを操作する。
レバースイッチ
左右2方向のみの1軸スティック。『アストロコマンド』では上下移動に使われる。カセットビジョンでは左右2箇所にあるが、内部ではつながっており、1プレイヤー・2プレイヤーを問わずどちらでも操作できた。このためカセットビジョンJr.では1個に整理された。
プッシュボタン
4個あり、カセットビジョンでは手前に一直線に並んでいる。自機が4方向移動のゲームでは移動ボタンとして使われることもあり、Jr.では実際に4方向の配置に変更されている。
回転ダイヤル
いわゆるパドルコントローラ。カセットビジョンで左右2対（4個）あるアナログ的なコンソール。『ビッグスポーツ12』で主に使われるほか、野球ゲームでも野手の移動に使われる。Jr.では省略。
コーススイッチ
カセットビジョンで中央手前にあるスライド式スイッチ。野球ゲームで投球コースの設定に使われる。Jr.では省略。
その他のボタン
カセットビジョンでは中央に3つの補助的なボタンがある。このうちスタートボタンとセレクトボタンのみJr.で採用。
外部端子
カセットビジョンでは別売の光線銃を接続すれば『ビッグスポーツ12』で使用できる。Jr.では省略。

## 本体
本機の大きな特徴はその低価格にある。当時、他社のカセット方式のゲーム機本体の価格が50,000円代で均衡していたのに対し、本機は初期にACアダプタ（1,500円）が別売りで本体価格が12,000円であり、後にACアダプタが同梱されたものが13,500円だった。後期放映のTVCMではイモ欽トリオが出演した。

### カセットビジョンJr.

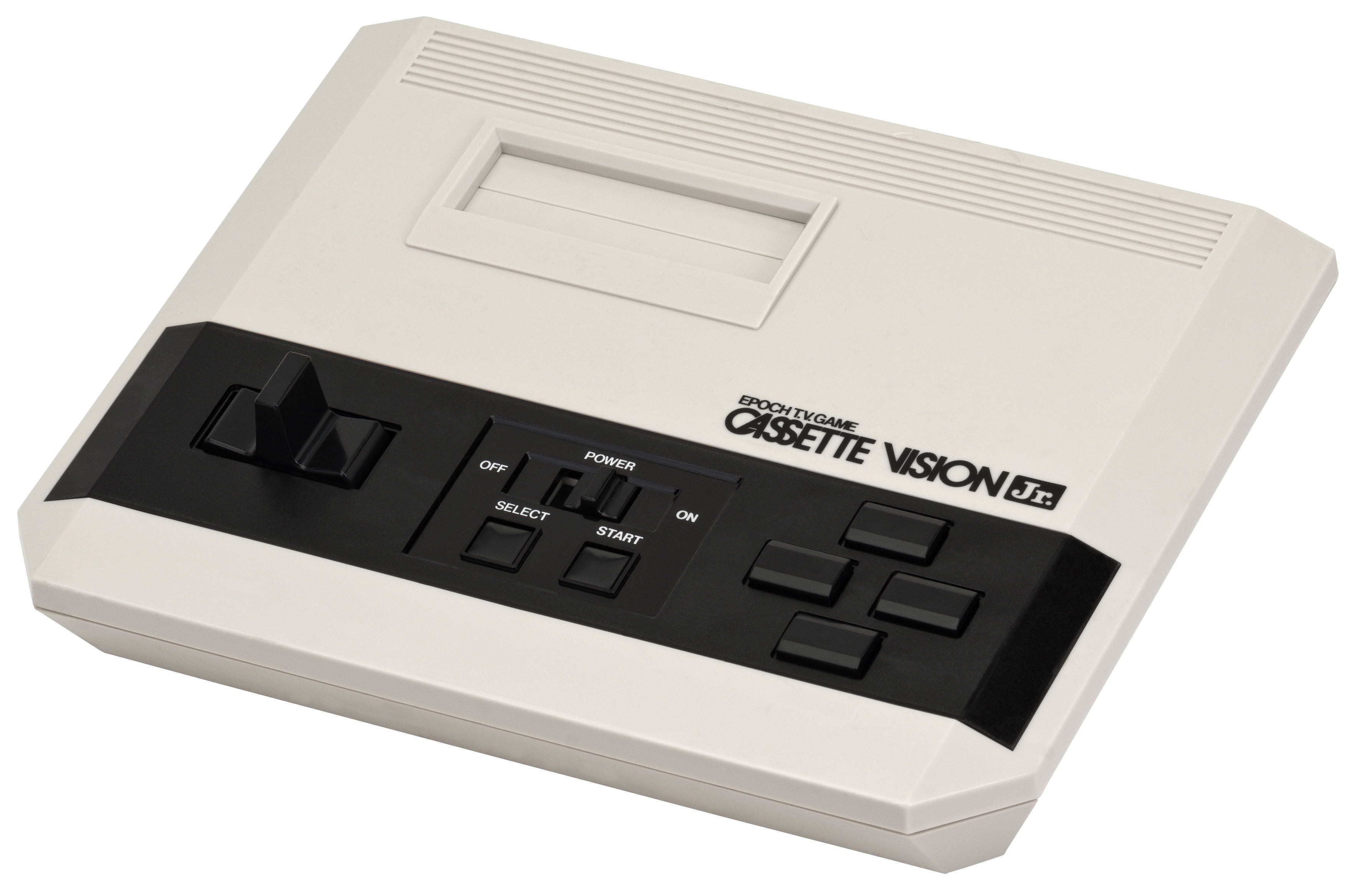

カセットビジョンJr.（カセットビジョンジュニア）は、1983年7月19日に発売されたカセットビジョンの廉価版ゲーム機。価格は5,000円（非ライセンス品を除く、ソフト交換型の卓上型テレビゲーム機では最安値）。
ボリュームコントローラーなどが省かれていたため、一部のゲームができなかった。一方でキー配置が変更されており、『パクパクモンスター』等のゲームが操作しやすくなっている。

## ソフトウェア
アクション、スポーツ、シューティング、パズルなど11作品が発表されている。そのうちスポーツ作品の3タイトルはカセットビジョンJr.に対応していない。ゲームカセットの販売価格は『エレベーターパニック』を除いて4,980円と他社と比較して安価であり、本体販売の促進に貢献した。
最大出荷数を記録したタイトルは『ギャラクシアン』の18万本である。

### カセットビジョンJr.対応
- きこりの与作 - アーケード版の移植作品。
- ギャラクシアン - ナムコの同名のゲームとは別内容。当初はナムコに無断での発売だったが、後に版権料を支払ったという[2]。
- バトルベーダー - 『テレビベーダー』のカセットビジョン版。
- パクパクモンスター - エポック社の電子ゲーム『パクパクマン』と同様、大幅なアレンジを施したドットイートゲーム。
- モンスターマンション - エポック社の電子ゲーム『モンスターパニック』を元にした[2]アクションゲーム。
- アストロコマンド - エポック社の電子ゲーム『FLスペースディフェンダー』の作者による[2]シューティングゲーム。
- モンスターブロック - パズルアクションゲーム
- エレベーターパニック - エレベーター要素を持つ『モンスターマンション』風のアクションゲーム。これのみ3,980円だった。

### カセットビジョン専用
- ベースボール - 『テレビ野球ゲーム』のカセットビジョン版。
- ビッグスポーツ12 - 『システム10』を元にした『スーパー10』をカセットビジョンで発売したもの[2]。ポンテニスゲーム8種=テニス・バレーボール・プラクティス・サッカー・スカッシュ・射撃3種、ガンゲーム4種で光線銃対応はこのゲームのみ。
- ニューベースボール - 1人プレイにも対応

### 販売中止
- グランドチャンピオン - トップビュー式の自動車レースゲーム。販売直前で「ゴールできない」あるいは「ゴールしても止まらない」という致命的な不具合が見つかり、修正されるも販売中止[2]となる。

## 反響
発売当時の主な競合機は『アタリVCS』（販売：エポック社、1979年）や『マテル・インテレビジョン』（販売：バンダイ、1982年）などの海外製輸入ゲーム機であった。アメリカでは本体にCPUを搭載したゲーム機が既に主流であり、これらのゲーム機も本体にCPUを内蔵していたが、アメリカからの輸入品ということもあって高価だった。また本機以前にも日本国内で2万円以下という比較的安価なカセット式テレビゲームはいくつか存在したが、当時はいずれも大きな普及には至らなかった。一方で本機はエポック社の既存のゲームを移植するなど当時よく知られていた人気ゲームを揃え、本体・ソフトともに安価に設定され、カセットを取り換えることで別のゲームが遊べる点から定期的にゲームソフトを発売したことなどを理由にゲーム機市場でのシェア7割を獲得する。結果的に本機は最終的に発売されたゲームタイトル数は少なかったものの、1981年から1983年にかけての日本の据置型ゲーム機市場をほぼ独占した。
しかし1983年になると価格の優位性については薄れはじめ、アタリは子会社からAtari 2600の日本向けモデル『Atari2800』を2万円台で発売したほか、日本国内メーカー各社も約1万円から2万円台程度のカセット式テレビゲーム機を相次いで発売した。エポック社も廉価版のカセットビジョンJr.を発売し、カセットの価格は変わらなかったものの、その本体価格の低さは当時のターゲット層だった小学生には明確な利点となったが、他社の機種はカセットビジョンおよびJr.より性能が高かった。同年任天堂から『ファミリーコンピュータ』（以下ファミコン）が発売され、同価格帯の競合機の淘汰が進んだが、カセットビジョンはファミコンに対して競合する存在では無かったと開発者は考えていた。
1984年になりファミコンがシェアを伸ばす中、エポック社は8月にカセットの値段を下げた最終作『エレベーターパニック』を発売した。また同年7月には互換性のない次世代機『スーパーカセットビジョン』を発売したことで、本機は1985年7月時点で既に生産は終了されていた。